# Туркменистан
Туркменистан (туркменски: Türkmenistan, Түркменистан), позната и као Туркменија, је држава у централној Азији. Граничи се са Авганистаном, Ираном, Казахстаном, Узбекистаном и излази на Каспијско море.

## Историја
Територија Туркменистана има дугу и променљиву историју, јер су армије разних царстава пролазиле кроз ову земљу на путу ка пожељнијим територијама.
Александар Велики је освојио територију у 4. веку пре нове ере, на свом путу ка Индији. Након 150 година, Персијско царство је поставило своју престоницу у Ниси, области која се налази у предграђима данашњег Ашхабада. У 7. веку нове ере, Арапи су освојили регион, и са собом донели ислам и блискоисточну културу. Отприлике у ово доба је успостављен чувени Пут свиле као главна трговачка рута између Азије и Европе.
Област Туркменистана је ускоро постала позната као престоница Великог Хорасана када је калиф Ал-Мамун преместио своју престоницу у Мерв.
Средином 11. века, моћни Турци Селџуци су сконцентрисали своју снагу у територији Туркменистана у покушају да се прошире у Авганистан. Царство Селџука се срушило у другој половини 12. века, и Туркмени су изгубили своју независност када је Џингис-кан преузео контролу над Каспијским морем на свом путу на запад. У наредних седам векова, Туркмени су живели под разним царствима и водили константне међу-племенске ратове.
До 1894. царска Русија је преузела контролу над Туркменистаном. Октобарска револуција 1917. и политички немири који су уследили довели су до проглашења Туркменске Совјетске Социјалистичке Републике као једне од 15 република Совјетског Савеза 1925. године. У ово време су формиране модерне границе Туркменистана.
Године 1991, распадом Совјетског Савеза, Туркменистан је постао независан. Бивши комунистички вођа, Сапармурат Нијазов, је остао на власти све до своје смрти 2006. године.

## Политика
Доживотни председник Сапармурат Нијазов, бивши бирократа комунистичке партије Совјетског Савеза, је владао Туркменистаном од 1985, када је постао вођа локалног огранка комунистичке партије. Држао је апсолутну контролу над земљом, толико да је цео државни буџет ишао преко његових приватних рачуна. Председникова Демократска партија Туркменистана (бивши комунисти), је једина законом дозвољена странка, па је опозиција у илегали. Туркменистаном доминира свепрожимајући култ личности који уздиже председника Нијазова као Туркменбаши ("вођа свих Туркмена"). Његов лик је осликан по целој држави, од новчаница до флаша вотке. Лого туркменске националне телевизије је његов профил. Две књиге које је он написао су обавезна лектира у школама, ауто-клубовима и домовима. Институције које не могу бити назване по њему су назване по његовој мајци. Сви сатови морају да носе његов лик на себи. Дивовска позлаћена статуа, висока 15 m, стоји на ротирајућем постољу, тако да је лицем увек окренута према сунцу, и баца светло на престоницу. Нијазов је иначе веома низак, има једва 150 cm.
Међу Туркменима је популаран слоган "Halk! Watan! Türkmenbashi!" што значи „Народ! Отаџбина! Вођа!" и подсећа на нацистички слоган "Ein Volk, ein Reich, ein Führer" (Један народ, једна држава, један вођа). Нијазов је написао нову туркменску химну/оду самом себи. Националну химну/оду је осудило неколико међународних група које се баве заштитом људских права, јер њен текст охрабрује прогон хомосексуалаца.
Стране компаније које желе да експлоатишу велике изворе природног гаса Туркменистана су сарађивале са Нијазовим. Његову књигу Рухнама, која се у Туркменистану поштује готово као свето писмо, су управо због овог разлога страни индустријалци превели на многе језике, укључујући пољски, мађарски и банту.

### Људска права
Питања људских права у Туркменистану као ауторитарној држави, укључују и питања верских слобода. Према Форуму 18, упркос међународном притиску, власти пажљиво мотре на све религијске групе, а правни оквир је толико стегнут да се многе групе одлучују на деловање у подземљу уместо да пролазе кроз све службене процесе који делују попут баријера. Присталице протестантизма су погођене, као и групе попут Јеховиних сведока и Харе Кришне. Припадницима Харе Кришне није допуштено да траже донације на главном аеродрому.
Према Светском индексу слободе штампе Репортера без граница за 2005, Туркменистан има треће по реду најлошије услове за слободу штампе у свету. Никоме није допуштено да описује председника или његову породицу у негативном светлу. Такође, није допуштено помињање да је председник веома низак човек, нити да носи тупе.

## Административна подела
Туркменистан је административно подељен на 5 покрајина или вилајета (welayat) и један независни град, Ашхабад.
| Име               |      | Главни град | Површина    | Становништво (2005) | Кључ |
| ----------------- | ---- | ----------- | ----------- | ------------------- | ---- |
| Град Ашхабад      | /    | Ашхабад     | 470 km²     | 871.500             | /    |
| Покрајина Ахал    | TM-A | Анау        | 97.160 km²  | 939.700             | 1    |
| Покрајина Балкан  | TM-B | Балканабат  | 139.270 km² | 553.500             | 2    |
| Покрајина Дашогуз | TM-D | Дашогуз     | 73.430 km²  | 1.370.400           | 3    |
| Покрајина Лебап   | TM-L | Туркменабат | 93.730 km²  | 1.334.500           | 4    |
| Покрајина Мари    | TM-M | Мари        | 87.150 km²  | 1.480.400           | 5    |

## Географија

### Положај
Државе са којима се Туркменистан граничи су: Казахстан, Узбекистан, Авганистан и Иран. Површина државе износи 491.210 km².

### Геологија и рељеф
90% земље покрива пустиња Каракум. Средиштем земље доминирају депресија Туран и пустиња Каракум које су махом равничарске. Планински венац Копет Даг дуж југозападне границе достиже 2.912 m. Туркменске балканске планине на далеком западу и венац Кугитанг на далеком истоку су једина остала приметна узвишења.

### Воде
Неке од река су Аму Дарја, Мургап, и Хари Руд.

### Клима
Климе је суптропска, пустињска, са мало падавина. Зиме су благе и суве, уз највише падавина између јануара и маја. Највеће падавине су у венцу Копетдаг.
Међу осталим значајнијим градовима су: Туркменбаши (раније Красноводск) и Дашогуз.

## Привреда
Половина наводњене земље је под памуком, што Туркменистан чини десетим највећим произвођачем у свету; Туркменистан поседује 5. по реду највеће резерве природног гаса као и значајне резерве нафте. Године 1994, Русија је одбила да извози туркменски гас на тржишта са чврстом валутом, а уз то су се гомилали дугови главних потрошача у бившем Совјетском Савезу. Ово је допринело оштром паду индустријске производње, и довело је до преласка из буџетског суфицита до благог дефицита.
Туркменистан је опрезно пришао економској реформи, у нади да ће продајом гаса и памука одржати своју неефикасну привреду. Приватизација је ограничена. Између 1998. и 2002, Туркменистан је патио од хроничног недостатка адекватних извозних рута за природни гас, и од обавеза на основу великог краткорочног спољњег дуга. Истовремено је, међутим, вредност укупног извоза изразито порасла услед виших међународних цена нафте и гаса. Економска очекивања у блиској будућности су обесхрабрујућа услед раширеног сиромаштва и терета страног дуга.
Председник Нијазов је протраћио велики део богатства своје земље на слављење самог себе. Градови, Ашхабад посебно, су знатно реновирани, док се људи изван престонице боре са сиромаштвом. Нијазов је обећао бесплатну воду, струју и гас; међутим, несташице су честе.

## Становништво
Већина грађана Туркменистана су Туркмени.
Етнички састав
Процена за 2006. годину говори о 4.899.000 становника, од чега на Туркмене отпада 3.936.000. Остали народи (има их 40) су: Узбеци (443.000); Руси (141.000); Казаси (126.000); Татари (50.000); Азери (49.000); Белуџи (40.000); Јермени (20.000); Украјинци (12.000); Иранци (11.000); Лезгини (11.000). Мање од 10.000 броје: Каракалпаци (5.500); Таџици (4.300); Белоруси (4.000); Корејци (3.500); Курди (2.900); Башкири (2.600); Чуваши (2.400); Немци (2.200); Осети (1.900); Паштуни (1.800); Молдавци (1.700); Мордвини (1.700); Брагуји (1.600); Даргинци (1.600); Лакци (1.600); Ујгури (1.400); Грузини (1.000); Чечени (700); Киргизи (700); Пољаци (700); Авари (600); Бугари (600); Источни Черемиси (500); Грци (500); Јевреји (500); Летонци (300); Литванци (200); Табасарани (200); Уди (20).
Туркменски је службени језик, мада је руски и даље у широкој употреби као „језик међу-етничке комуникације“ (по уставу из 1992). Име Туркмен вероватно потиче из периода кад су Руси први пут срели овај народ, а значи вероватно Tūrk—men, или „Ја сам Турк“ (Tūrk).
Образовање је универзално и обавезно кроз секундарни ниво, чија је укупна дужина недавно смањена са 11 на 9 година.

## Култура
- Акхал-Теке врста коња
- Теписи
- Геок-Тепе
- Ислам у Туркменистану
- Мерв
- Музика Туркменистана

## Спорт
Прву медаљу за Туркменистан на Олимпијским играма је освојила дизачица тегова Полина Гурјева. Освојила је сребрну медаљу у категорији до 59 килограма у Токију 2020. године.